# Ута фон Дисен
Ута фон Дисен (на немски: Uta von Diessen; † 9 февруари 1086) от династията Дисен-Андекс, е чрез женитба графиня фон Рот и пфалцграфиня на Бавария (1055 – 1086).

## Биография
Тя е дъщеря на Фридрих I фон Регенсбург/Фридрих II фон Дисен († 1075), граф на Дисен, катедрален фогт на Регенсбург, и втората му съпруга графиня Ерменгарда/Ирмгард фон Гилхинг, внучка на граф Мегинхард фон Гилхинг, дъщеря на граф Арнолд фон Гилхинг († сл. 1027) и Ерменгарда († сл. 987). Сестра е на Фридрих II фон Регенсбург († 1100), домфогт на Регенсбург, Мегинхард IV фон Гилхинг († сл. 1070), граф на Гилхинг, Хема, омъжена за граф Валтер фон Клинг, Лиутгард († 1110/1120), омъжена за граф Адалберт I фон Боген († ок. 1110/1145), и на граф Бертхолд I фон Шварценбург († ок. 1090). Полусестра е на Хазига (Хадегунда) (1040 – 1104), омъжена за граф Херман от Кастл († 1056) и за граф Ото I от Шайерн († 1078).
Ута фон Дисен се омъжва сл. 1050 г. за Куно I фон Рот († 27 март 1086) от род Пилгримиди, пфалцграф на Бавария (1055 – 1086), граф на Фобург (1040) и граф на Долен Изар (1079). Той е брат на папа Дамас II († 1048).
Император Хайнрих III прави нейния съпруг Куно I през 1055 г. пфалцграф на Бавария. Куно I основава по случай женитбата на синът им Куно II през 1080 г. на фамилната територия манастир Рот. Със смъртта на синът им Куно II през 1081 г. измира родът на графовете на Рот.
След смъртта на Куно I през 1086 г. службата пфалцграф отива на Рапото V († 1099) от фамилията Диполдинги-Рапотони, вторият съпруг на вдовицата на синът им. Дъщеря ѝ Ирмгард фон Рот е баба на Гертруда фон Зулцбах, която става като съпруга на крал Конрад III германска кралица, и на Берта фон Зулцбах, която се омъжва за византийския император Мануил I Комнин и става императрица на Източен Рим (Византийска империя).

## Деца
Ута фон Дисен и Куно I фон Рот имат две деца:
- Куно II († 11 август 1081), убит в битката при Хьохщет на Дунав в служба на император Хайнрих IV, женен за Елизабет от Лотарингия († 1086), омъжена II. за пфалцграф Рапото V († 1099)
- Ирмгард фон Рот (* ок. 1050, † 14 юни 1101), омъжена I. за граф Енгелберт V в Химгау († 1078, Зигхардинги), II. ок. 1079 г. за граф Гебхард II фон Зулцбах († 1085), III. сл. 1085 г. за граф Куно фон Хорбург-Лехсгемюнд (ок. 1058 – ок. 1085)